# Jayme de Amorim Campos
Jayme de Amorim Campos (Rio de Janeiro, 16 de novembro de 1958) é um cantor, compositor e pastor brasileiro. Televangelista, também atua na rádio.
Carioca, nascido no bairro de  Cascadura, Rio de Janeiro[ligação inativa], Jayme também é irmão do treinador Jorginho.
Jayme é pastor da Igreja Internacional da Graça de Deus, e atualmente  lidera a sede nacional da igreja em São Paulo. ele é apresentador da Nossa Rádio. A discografia do pastor, consiste em discos lançados pela lançados pela Graça Music,

## Rádio
Em 1983 o Jayme de Amorim já atuava com rádio, ele apresentava pelas madrugadas um programa da Igreja da Graça na Rádio Meteopolitana no RJ, ele falava no programa e atendia as ligações dos ouvintes, e nessa época ele ainda não atuava como pastor.
No ano seguinte, Jayme estava num programa da Rádio Cruzeiro em Salvador (Bahia)
O pastor Jayme de Amorim apresenta o prograna Na Mesa Com o Senhor que é transmitido ao vivo simultâneamente pelas emissoras da Rede Nossa Rádio

## Música
O pastor Jayme de Amorim Campos começou a gravar canções por conta de um pedido do Missionário R. R. Soares, pois ele não tinha pensado nisso, Jayme afirma que o missionário é um homem de visão. Embora o pastor Jayme de Amorim lançou diversos álbuns musicais, ele nega o título de cantor, ele diz que a música é uma forma dele falar a palavra de Deus.
Duas canções de sucesso dele são "Tanque de Betesda" e "Deus de Sadraque, Mesaque e Abede-Nego" que foram cantadas nos cultos e no programa Show da Fé
Em 2006 lançou o álbum Crer é a Saída que vendeu 150 mil discos.
Em 2008 lançou o álbum Minhas Canções na Voz do Pastor Jayme de Amorim que vendeu 50 mil discos.
Em 2019 lançou Coração de Adorador tendo a produção de Carlinhos GerD, o disco ficou disponível no Shopping do Povo e foi lançado nas plataformas digitais, e as canções deste álbum foram compostas pelo Missionário R. R. Soares e por Carlinhos GerD.

## Discografia
A discografia do Pr. Jayme de Amorim Campos, um cantor gospel, atualmente são 5 CDs, todos estes álbuns foram lançados pela gravadora Graça Music.
| Álbuns | Álbuns                                                 | Álbuns | Álbuns      |
| Ano    | Título                                                 | Mídia  | Gravadora   |
| ------ | ------------------------------------------------------ | ------ | ----------- |
| 2006   | Crer é a saída                                         | CD     | Graça Music |
| 2008   | Minhas Canções na Voz do Pastor Jayme de Amorim        | CD     | Graça Music |
| 2009   | Minhas Canções na Voz do Pastor Jayme de Amorim Vol. 2 | CD     | Graça Music |
| 2012   | Minhas Canções na Voz do Pastor Jayme de Amorim Vol. 3 | CD     | Graça Music |
| 2019   | Coração de Adorador                                    | CD     | Graça Music |

## Sucessos musicais
- "Tanque de Betesda"
- "Deus de Sadraque, Mesaque e Abede-Nego"[7]
- "Filhos de Sião"[10]